# Karolina Borkowska
Karolina Borkowska-Bylicka (ur. 23 marca 1983 w Warszawie) – ekspert do spraw komunikacji marketingowej, public relations i polska aktorka, córka aktora Jacka Borkowskiego.

## Życiorys
Absolwentka Wydziału Dziennikarstwa i Nauk Politycznych Uniwersytetu Warszawskiego na specjalizacji Marketing Polityczny i Public Relations (2003–2008).
W latach 1993–1997 współprowadziła program Polskie ABC w TVP Polonia. Brała udział w spektaklach Teatru TV: „Spotkanie nad morzem” (1995), „Na razie w porządku, mamo!” (1994) i „Zwariowana telewizja” (1995). W latach 1999–2005 grała drugoplanową rolę w serialu TVP2 Na dobre i na złe, wcielając się w postać Agnieszki Walickiej.
W 2005 ukończyła studium teatralne w Teatrze Żydowskim, w którym występowała w latach 2002–2012. Pisała artykuły do „Świata Seriali” (2003–2008) i „Warsaw Point”, prowadziła teleturniej dla młodzieży w TVP2 Dajmy im szkołę. Była wydawcą programu Pytanie na śniadanie, współpracowała z programem informacyjnym Panorama. Od 2010 prowadzi własną agencję PR – Public Dialog.
W 2016 została wiceprezesem Związku Firm Public Relations na kadencję 2016–2018. Zasiadała w jury międzynarodowego konkursu branży PR ICCO Global Awards. Lider i współtwórca działu Public Relations w Białej Księdze Komunikacji Marketingowej. W 2019 roku dołączyła do Sieci Mentorów PFR, jako ekspert z obszaru marketingu, w 2020 roku została członkiem zarządu nowo powstałego Stowarzyszenia Agencji Public Relations na kadencję 2020–2022. Współautorka książki Instrukcja obsługi agencji PR, wydanej przez SAPR w 2022 roku.
Prelegentka podczas branżowych wydarzeń. Prowadzi szkolenia w zakresie wystąpień publicznych oraz wykłady na uczelniach wyższych: Collegium Civitas, Uniwersytecie Warszawskim z zakresu public relations i komunikacji wewnętrznej oraz w Wyższej Szkole Przedsiębiorczości i Administracji w Lublinie z zakresu etyki w PR.

## Życie prywatne
W 2010 wyszła za mąż za Pawła Bylickiego. W 2014 urodziła syna Kubę.

## Nagrody i wyróżnienia
- 2015: Magellan Awards – Bronze Magellan, Project: Ardor Auction
- 2014: Magellan Awards – TOP 25 Communication Campaigns in 2014
- 2014: Magellan Awards – Silver Magellan, Project: Orbis Business Mixer
- 2014: PR Award – Distinction in Golden Clip (Złoty Spinacz) in Sports tourism and recreation category, Project: Orbis Business Mixer
- 2013: PR Award – Golden Clip (Złoty Spinacz) in CULTURE, Project: Lost Museum

## Filmografia
- 2005: Biuro kryminalne – Paulina Złotowska
- 2004–2021: Pierwsza miłość – Dominika Hudziak
- 1999–2005: Na dobre i na złe – Agnieszka Walicka
- 1996: Figlarna telewizja i wróżka z kranu – Martynka
- 1994: Na razie w porządku, mamo! – Ola
- 1994: Ogrodnik i jego chlebodawcy